# Mesestola
Mesestola är ett släkte av skalbaggar. Mesestola ingår i familjen långhorningar.
Kladogram enligt Catalogue of Life:
| Mesestola | \| \| Mesestola brochieri \| \| \| \| \| \| Mesestola guadeloupensis \| \| \| \| |
|           | \| \| Mesestola brochieri \| \| \| \| \| \| Mesestola guadeloupensis \| \| \| \| |
|           | Mesestola brochieri                                                              |
|           |                                                                                  |
|           | Mesestola guadeloupensis                                                         |
|           |                                                                                  |